# Ситроен Ц5 еркрос
Ситроен Ц5 еркрос (фр. Citroën C5 Aircross) је теренски аутомобил који производи француска фабрика аутомобила Ситроен од 2017. године.
Ситроен Ц5 еркрос је заснован на Aircross концепту из 2015. године и надовезује се на нови стилски језик примењен на Ц4 кактусу и Ц3 треће генерације. Званично је представљен на салону аутомобила у Шангају априла 2017. године. Постављен је на ПСА ЕМП2 механичку платформу као Пежо 3008 и Опел грандленд икс. Ц5 еркрос ће се прво појавити у Кини где ће се и производи, а на европском тржишту ће се појавити од 2018. године и производиће се у Француској.
Аутомобил стилски подсећа на Ситроен Ц3 треће генерације, нарочито предњи део са раздвојеним светлосним групама, као и специфични ц-стуб. Сва унутрашњост је наглашена мотивима четвороугаоних форми, па је тако већи део површина обликована на тај начин, укључујући и вентилационе отворе. На централној конзоли се налази осмо-инчни мултимедијални екран, а аналогна инструмент табла је замењена са 12,3 инчним дигиталним дисплејом.